# 阔阔台
阔阔台（?—?），元朝蒙古牧民起义首领，居杭海岭（今蒙古国杭爱山）。
至元二十六年（1289年），因为不堪忍受驿站的沉重劳役和各种索求，阔阔台和撒儿塔台率领蒙古牧民和站户发动民变。攻占三处驿站，俘获驿站专门盘查来往使臣的官员脱脱禾孙，断绝驿道，和贵赤卫亲军都指挥使司达鲁花赤明安所领讨剿的军队作战。后来兵败，被镇压。